# Джин Грей
Джин Грей (англ. Jean Grey) — персонаж комиксов издательства Marvel Comics и их адаптаций; одна из главных героинь медиафраншизы «Люди Икс», созданная писателем Стэном Ли и художником-соавтором Джеком Кирби и впервые появившаяся в дебютном выпуске серии The X-Men в сентябре 1963 года.
Героиня была одной из участниц первого состава Людей Икс. Джин Грей — мутант, рождённая с телепатическими и телекинетическими силами. В комиксах она несколько раз была перед лицом смерти, первый раз в классической «Сага о Тёмном Фениксе», но ввиду связи с Силой Феникса, она, как и её тёзка, восстаёт из мёртвых.
Феникс важная личность в жизнях Профессора Икс, который для неё как отец и наставник; Росомахи, очень хорошего друга и в некоторые моменты — потенциального романтического интереса; Грозы, которая её лучшая подруга и сестринская фигура; своего мужа Циклопа, своей дочери Рэйчел Саммерс, своего сына Человека Икс и своего пасынка Кейбла.
Персонаж присутствовала в большей части истории Людей Икс и появлялась во всех трёх мультсериалах, в ряде сопутствующих видеоигр; в киносериале «Люди Икс» роль Джин сыграли актрисы Фамке Янссен и Софи Тёрнер, а Джин в детстве сыграли Хейли Рэмм и Саммер Фонтана.

## История персонажа
Джин Грей стала единственной девушкой в оригинальной команде Людей Икс, учеников профессора Ксавьера, вступив в команду на её первой миссии против Магнето. На миссии, приведшей их в космос, за Джин наблюдала Сила Феникса, которая была притянута к её безграничному потенциалу. Джин увидела своё превращение в Феникса, но через секунду не могла вспомнить, что она предвидела.
Во время «Саги о Тёмном Фениксе» она повернулась против своих друзей, но затем потеряла контроль над своими силами и стала Тёмным Фениксом, убив миллиарды. Джин вернулась в сознание на достаточное время, чтобы покончить с собой вместо риска вновь стать Тёмным Фениксом и убить кого-то ещё.
Эта история одна из самых известных и активно упоминаемых в мейнстримовых американских супергеройских комиксах, и считается классикой, в том числе суицидальная жертва Джин Грей.
Джон Бирн (художник), художник «Uncanny X-Men» (Изумительные Люди Икс), был сильно настроен против того, насколько могущественной стала Феникс, и вместе с автором Крисом Клейрмонтом постарался фактически убрать Феникс из сюжетной линии, поначалу лишив её сил. Однако решение Бирна уничтожить Тёмного Феникса в Uncanny X-Men #135, вкупе с запланированным окончанием истории, обеспокоило прежнего главного редактора Джима Шутера, который чувствовал, что позволить Джин жить в завершении истории было и морально неприемлемо (учитывая, что она по сути совершила акт геноцида), и неудовлетворительным окончанием с повествовательной точки зрения. В результате, Шутер попросил Клейрмонта и Бирна переписать последнюю главу выпуска № 137, чтобы ясно поместить в историю и последствия, и окончание, соответствующие чудовищности действий Феникс.
Я лично думаю, и я уже говорил это много раз, что, если персонаж уничтожает обитаемый мир с миллиардами людей, уничтожает космический корабль, а затем-ну, вы знаете, лишён сил и отпущен на Земле. Мне кажется, что это то же самое, захватить Гитлера живым и позволить ему жить на Лонг-Айленде. Теперь, я не думаю, что эта история закончится там. Я думаю, что много людей придет к нему к двери с автоматами.
Изначальное завершение, также как и дающее полное объяснение изменений интервью с Клейрмонтом, Бирном, Шутером и прежним редактором Uncanny X-Men Луизой Симонсон было опубликовано в одиночном выпуске «Phoenix: The Untold Story» (Феникс: Нерассказанная история). В изначальном варианте, вместо её повторного превращения в Феникса во время боя Людей Икс с Имперской гвардией Шиар, Джин одолели и захватили. Лиландра подвергла Джин тому, что равносильно психической лоботомии, оставив её без каких-либо телепатических или телекинетических сил. У Бирна и Клейрмонта была на уме концепция, что её силы остались более или менее постоянно подавленными, но в тени всегда есть угроза возвращения Феникс. В конце Джин было позволено вернуться на Землю с остальными Людьми Икс, «вылеченной» от силы и безумия Тёмной Феникс. В выпуске также была изначальная страница, нарисованная для Uncanny X-Men #138, показывающая Джин и Скотта в более счастливое время, в противоположность на деле опубликованной в выпуске № 138, которая показывает похороны Джин.
Редактор Marvel Джим Шутер в ответ на вопрос о возвращении Джин Грей сказал: «Джин Грей мертва». Одно время Marvel этого придерживалась, хотя интервью в The Untold Story показывает, что Бирн уже обдумывал возможный способ возродить Джин (хотя насчёт того, какой была идея, он в интервью не распространился).
Несколько лет спустя появилось желание вернуть Джин Грей к жизни, как часть запуска новой серии «X-Factor» (Фактор Икс). Редакторы постановили, что это было бы допустимо, только если бы Джин могла быть полностью оправдана от злодейств Саги о Тёмном Фениксе.
Писатель Курт Бизьек, который являлся поклонником первоначальных пяти Людей-Икс, был недоволен смертью персонажа и продумывал различные сюжетные линии, которые бы не противоречили требованию Шутера и позволили бы персонажу вернуться во франшизу X-Men. В конце концов он поделился своими идеями с автором комиксов Роджером Стерном, поделившемуся ими с Бирном, который был тогда одновременно автором и художником комиксов о Фантастической четверке. Писатель Боб Лейтон и художник Джексон Гуас разрабатывали серию X-Factor, о команде состоящей из бывших Людей Икс, и изначально предполагали сделать пятым членом команды мутантку Даззлер. Но Лейтон потом решил представить на вакантное место Джин Грей, и он Бирном представили идею этого Шутеру, который её одобрил. Возрождение Джин Грей стало сюжетной линией кроссовера между «Мстителями» Стерна, «Фантастической четверкой» Бирна, и «Икс-Фактора» Лейтона.
Бизьек позже выяснил, что его идея была использована благодаря Лейтону, и он был в числе авторов в комиксе в Fantastic Four # 286 и ему заплатили за его вклад. Решение возродить Джину Грей получило спорную оценку у фанатов, некоторые положительно оценивали возвращение персонажа, а другие чувствовали, что это ослабило влияние финала «Саги о тёмном фениксе». Бизьек утверждал, что идея, которая привела к официальному возвращению Джин Грей была просто случаем обмена идеями с друзьями как у простых поклонников, и что он формально не предлагал идею никому и не давал ей ход. Клермонт выразил недовольство ретконом, заявив в 2012 году: «Мы потратили столько сил, чтобы сказать „Джин мертва, смиритесь с этим“, а они сказали: „Ха-ха, мы соврали“. Так почему кто-то должен доверять нам снова? Но это разница между тем, что быть писателем и быть боссом».
Клермонт позже прокомментировал, как возрождение Джин повлияло на его первоначальные планы по отношению Мадлен Прайор, заявив, что связь между двумя женщинами должна была быть абсолютно случайной. Он планировал, что факт того, что Мадлен выглядела как Джин полным совпадением и существовала как средство для Циклопа, чтобы тот двигался дальше. Также Клермонт выражал тревогу, что воскрешение Джин в конечном счете привело к отказу Циклопа от его жены и ребёнка, что портило его прописанный характер как героя и достойного человека, и в итоге «нетерпимая ситуация» с Мадлен решена тем, что её превратили в демонического злодея, а затем убили.
Что касается фактического возвращения Джин к франшизе Людей Икс, Marvel показали, что в конечном итоге возвращение Джин обсуждается, но было заявлено, что возвращение Джин Грей это «история Marvel, с которой не хотят спешить». Marvel слабо затрагивало вопросы, касающиеся возможного возвращения Джин Грей к событиям в 2007 года X-Men: Messiah Complex, в котором рождается девушка-мутант Хоуп, у которой рыжие волосы, зелёные глаза и огромные силы, и 2010 года X-Men: Second Coming, в котором возвращается и Хоуп в качестве подростка и Сила Феникса.
После завершения события Marvel Now! в настоящее время из прошлого Зверем были перенесена подростковая версия Джин Грей и четырёх других членов оригинальной команды в серии All-New X-Men Майкла Бендиса.

## Биография

### Основная временная линия

#### Детство
Джин Элейн Грей родилась в семье Джона и Элейн Греев. У неё была старшая сестра Сара Грей-Бейли. Джон Грей был профессором в Бард-колледже (штат Нью-Йорк). Детство Джин было спокойным, она росла в хорошей любящей семье.

#### Появление сил и Люди Икс
Мутантские способности в виде телепатии и телекинеза впервые проявились у Джин, когда её лучшую подругу насмерть сбил автомобиль. Джин телепатически подключилась к сознанию подруги и сама чуть не умерла. Она впала в кому, и привести её в сознание помогла помощь мутанта-телепата Чарльза Ксавье. Ксавье заблокировал телепатию Джин до момента, пока она не повзрослеет достаточно, чтобы её контролировать, и оставил ей доступ только к телекинезу.
Позднее она, ещё будучи подростком, по приглашению Ксавье вошла в состав команды Люди Икс под именем Чудо-девушка, став единственной девушкой в команде. После нескольких миссий Людей Икс Ксавье снял психологический блок, и Джин теперь могла использовать и контролировать телепатические способности. У неё начались длительные романтические отношения с Циклопом, однако позже у неё появилось взаимное влечение к новому члену команды, Росомахе.

#### Сила Феникса и первая смерть
Во время экстренной миссии в космосе Люди Икс обнаружили, что их шаттл поврежден. Джин направила шаттл на Землю, но подверглась сильнейшему радиационному облучению. На зов о помощи умирающей Джин, желающей спасти Циклопа и друзей, откликнулась космическая сущность Сила Феникса, сумма всех жизней во вселенной. Сила Феникса, движимая самоотверженностью и любовью Джин, приняла форму её тела и поместила в себя её сознание. Тогда же Сила Феникса начала считать себя настоящей Джин Грей, а тело умирающей Джин она поместила в лечебный кокон, позже называемый Яйцо Феникса. Шаттл разбился в бухте Джамейка, но все Люди Икс остались невредимы. Кокон с настоящей Джин утонул на дне бухты, никем не замеченный.
Сила Феникса в виде Джин Грей сменила костюм и взяла новое имя Феникс. Феникс обладала невероятными космическими силами, участвовала в миссиях людей Икс и несколько раз спасала вселенную. Во время сюжета «Сага Темного Феникса» Феникс трансформировался в силу полного уничтожения, называемую Темный Феникс, поглотил целую звезду, что привело к смерти всех жителей этой звездной системы. Существование Темного Феникса подвергло опасности всю вселенную. Тем не менее, сознание Джин смогло захватить контроль и Феникс уничтожила себя ради безопасности вселенной.

## Силы и способности
Стэн Ли упоминал, что Джин Грей даже без Силы Феникса — самый могущественный персонаж из команды Людей Икс.
Джин Грей — мутант омега уровня и была одним из физических носителей очень могущественной Силы Феникса, которая обладает богоподобными силами и является одним из самых пугающих существ из когда-либо живших и по совместительству одним из самых могущественных существ вселенной Marvel, а также является самым сильным супергероем с телепатическими способностями. Без Феникса Джин обладает потенциально безграничными экстрасенсорными силами телепатии, телекинеза и манипулирования энергией — Генри Маккой сказал, что, основываясь на её больших уровнях силы, «по шкале Рихтера она была бы 12». Было сказано, что во время слияния с Фениксом она превосходит мутантов, получая полный контроль над материей, энергией, мыслью и неограниченную экстрасенсорную энергию. Она может черпать энергию, запасённую для будущих поколений, отказывая им в существовании.
Когда её силы впервые проявились, Джин не могла совладать со своей телепатией, вынудив Профессора Икс подавить её доступ к ней полностью. Вместо этого он предпочёл обучать Джин в использовании телекинеза, при этом позволяя её телепатии расти с естественной скоростью, прежде чем заново её ввести. Поэтому при первом появлении Джин как Чудо-девушки она могла использовать только свои телекинетические силы. Когда Профессор скрылся подготовиться к Зьноксам, он заново открыл телепатические силы Джин, что изначально объяснили как то, что Ксавье «поделился» с ней частью своей телепатии.
Джин Грей считается одним из самых могущественных телепатических разумов на Земле. Как Феникс, она обладала неограниченными телепатическими силами, способная влиять на любого индивидуума. Телепатия Джин позволяет ей общаться с другими телепатически, читать чужие мысли, влиять на разумы других и управлять ими, проецировать свой разум в астральную плоскость и создавать телепатические силовые разряды, которые могут оглушить или убить противника. Джин одна из немногих телепатов, достаточно искусных, чтобы общаться с животными (теми, что с высоким интеллектом, вроде дельфинов, собак, и птиц). Также она может телепатически забирать естественные физические функции и чувства людей, такие как зрение, слух, обоняние, вкус, или даже силы мутантов. Как побочный эффект её телепатии, она одарена способностью помнить всё.
Её телекинетические и сила, и навык находятся на чрезвычайно высоком уровне: способна захватывать предметы на земной орбите и манипулировать сотнями компонентов в воздухе сложными узорами. Джин может телекинетически поднять несколько тонн сразу и научилась использовать силы и наступательно, и оборонительно, как разряды концентрированной телекинетической силы или оборонные щиты, достаточно прочные, чтобы выдержать зашкаливающие баллистические удары. Также была показана проявляющей пламенную ауру, равно как и тепловые разряды, при использовании своего телекинеза для возбуждения молекул воздуха вокруг себя в концентрированное окисление, создающее тепло и свет непосредственно рядом с Джин.
Когда Джин поглотила специализированные телепатические силы Псайлок, её собственная телепатия возросла до того, что она могла физически проявлять свою телепатию как псионическую огненную птицу, чьи когти могли наносить и физические и умственные повреждения. Джин могла использовать свою усиленную телепатию для временного повышения скорости нейронных сигналов в мозгу, что позволяло ей усиливать силы мутанта до невероятных уровней. Ненадолго у неё появилась психическая форма тени, как у Псайлок, с золотой эмблемой Феникса на глазу вместо метки Малиновой зари у Псайлок.
Феникс может возрождать, поглощать, передавать и сохранять жизненную силу любого вида форм жизни, то есть может взять жизненную энергию от одного и дать её другим, исцелять себя той же жизненной энергией или даже воскрешать мёртвых, ибо Феникс — сумма всей жизни и смерти. Как у Феникс, силы Джин возрастают до неизмеримого уровня: позволяют ей перестраивать материю на субатомном уровне, летать в космосе без помощи, выживать в любой атмосфере и создавать массивные разрушительные разряды и атмосферные помехи. Она проявляет «телекинетическую чувствительность» (называемую «Проявление Феникса») к объектам в её непосредственном окружении, что позволяет ей чувствовать структуру объектов, их молекулярные модели, ощущать, когда другие объекты приходят с ними в контакт, и зондировать их на молекулярном уровне. Также она может создавать звёздные врата, способные мгновенно переместить её в любое место вселенной.
При задействовании её сил Феникса Джин окружена пламенеподобным ореолом, принимающим вид большой хищной птицы. Как Феникс, Джин может воскресить себя после смерти и не затрагиваема временем. Стоит упомянуть, что она не «заимствует» мощь Силы Феникса (как предполагалось ввиду факта, что Джин была носителем Силы); сама Смерть сказала, что Джин — законный владелец этих сил. После того как дальнейшая эволюция позволила ей фактически стать единой с Силой Феникса (в противоположность служению носителем), ввиду её статуса мутанта Омега-уровня с безграничным потенциалом, выяснилось, что Джин была Белым Фениксом Короны. Как Белый Феникс Джин может управлять целыми линиями времени, как было показано, когда она перенесла альтернативное будущее Тут наступает Завтра в Белую Жаркую комнату.

## Родословная
Представленная в Uncanny X-Men #125 (сентябрь 1979) Леди Грей — похоже выглядящая предок члена Людей X Джин Грей и член Клуба Адского огня XVIII века. В этом выпуске злодей Повелитель разума попытался превратить Грей (тогда под видом Феникс) в Чёрную Королеву современного КАО, создав иллюзию, что она жила в теле предка по имени Леди Грей. Однако была ли эта леди реальной личностью или созданием Повелителя разума осталось неизвестным.
Ответ на этот вопрос был дан в X-Men: Hellfire Club #2 (февраль 2000), части мини-серии об истории Клуба. Выпуск был написан Беном Раабом и нарисован Чарли Адлардом. Леди Грей оказалась влиятельным членом: королевой филадельфийской ветви КАО во времена Американской войны за независимость (1775—1783).

## Другие версии

### 1602
В минисерии Marvel 1602 Джин Грей прикидывалась «Джоном Греем» и была членом «ведьминой породы», возглавляемой Карлосом Хавьером (Чарльз Ксавье вселенной 1602). Как и её двойник из Вселенной Marvel, обладала силами телекинеза. Была традиционной шекспировской девочкой, прикидывавшейся мальчиком. Джин пожертвовала своей жизнью ради товарищей во время их боя с Отто фон Думом (Доктор Дум). Её похоронили в море. Когда её тело кремировали, огонь перед исчезновением образовал огромного хищника Феникса. Помимо Хавьера и сэра Николаса Фьюри единственным знавшим об обмане Джин был Скоттиус Саммерисл (Скотт Саммерс), которому она нравилась. Также у «Джона» был близкий друг Вернер (Ангел), узнавший об обмане уже после её смерти.

### Век Апокалипсиса
В сюжете «Век Апокалипсиса» Джин — ученица Магнито, которая влюбилась в другого ученика Оружие Икс. Оружие X спас её, после того как Мистер Злыдень похитил Джину и объединил её полученную ДНК с таковой Циклопа, к которому Джин испытывала нечто вроде сочувствия, для создания совершенного мутанта (Человек Икс). Оружие Икс и Джин оставили Людей X, чтобы жить вместе, пока Джин не узнала о плане сбросить ядерные бомбы на США для уничтожения Апокалипсиса. Она поссорилась с Оружием X насчёт этого. Логан и Джин объединили силы с Высшим Советом Человечества и согласились возглавить ядерный удар по империи Апокалипсиса. Позже она с помощью Циклопа попыталась остановить нападение и удержала бомбы своим телекинезом. Джин погибла от руки брата Циклопа Прелата Хавока.
В минисерии к десятой годовщине выяснилось, что это Джин из последних сил остановила ядерную атаку Высшего Совета Человечества. В то же время Злыдень обнаружил, что её ДНК имеет особые свойства и что она должна иметь доступ к силам «Мутанта Альфа», легендарного «первого мутанта». Он воскресил Джин, и она проявила силы «Мутанта Альфа», которые выглядели как способности Силы Феникса. Джин не помнила свою прежнюю жизнь и через неё Злыдень сумел создать новую команду, чтобы сражаться с Людьми Икс. Во время боя Логан смог достучаться до Джин, она повернулась против Злыдня и испепелила его. Джин и Логан воссоединились, и, по воле Магнето, она стала лидером X-Людей.

### Джин Грей, манга вселенной Marvel
В оригинальных историях «Marvel Mangaverse X-Men» (Люди X Мангавселенной Marvel) и «X-Men Ronin» (Ронин Людей X) Джин — мощный телепат и телекинетик, называет себя Чудо-Девушка, но также имеет доступ к Силе Феникса. Минисерия из трёх выпусков «X-Men: Phoenix — Legacy of Fire» (Люди X: Феникс — Наследие огня) включает отдельного персонажа, основанного на Джин Грей, по имени «Джена Пайр». Джена и её сестра Мадлен были хранителями «Меча Феникса», чью силу Джена поглотила. Ведущие персонажи минисерии были изображены почти обнажёнными. Рейтинг серии был поднят с PG до PG+ до выхода выпуска № 1, а для № 2 и № 3 была передвинута под импринт MAX для зрелых читателей.

### Дни Минувшего Будущего
Во временной линии, известной как «Дни Будущего Прошлого», Джин погибла, когда Повелитель разума взорвал в Питтсбурге ядерное устройство, хотя за несколько месяцев до этого она родила дочь Рэйчел. Сведения, была ли эта Джин тоже заменена Силой Феникса или нет, противоречивы. Также было не вполне ясно, кто был отцом дочери Джин; хотя Рэйчел считает своим отцом Скотта Саммерса, некоторые намёки указывают, что она создание Силы Феникса и вообще не имеет биологического отца.

### Marvel Zombies 2
Джин Грей появлялась в сиквеле Marvel Zombies, теперь как член зомби-Галактуса наряду с другими героями. Она носила костюм Тёмной Феникс. Халк пробил тело Джин и расплющил её голову, когда та попыталась подавить его.

### Тень Икс
Новый Экскалибур сражался со злым двойником Джин Грей, членом Тени Икс, Людей X альтернативной реальности, в которой в Профессора Икс вселился Король Теней. Они были перемещены на Землю-616 в результате Дня М. В New Excalibur #24 один из Капитанов Британий Альбиона пронзил палашом её плечо — побив его, она использовала свою силу для получения знаний, необходимых, чтобы дезактивировать устройство, которое Альбион использовал для остановки электропитания Лондона. Потребовавшаяся для этого энергия и вызванная ранением потеря крови убили её.

### Что если бы?
В «What If — X-Men: Rise and Fall of the Shi’ar Empire» (Что если бы — Люди X: Взлёт и падение Империи Ши’ар) Вулкан стал Фениксом и уничтожил семь галактик, всю Волну Уничтожения, Ши’ар и Крии. Он отправился на Землю и, используя Силу Феникса, восстановил Кракоа, прежде чем сойтись в бою с Циклопом, Хавоком, Рэйчел и Кабелем. Вулкан побеждал, пока в дело не вступила странная сила, заставившая Вулкана потерять контроль над Силой Феникса. После краткого умственного боя между Вулканом и его семьёй он принял своё поражение, когда, умирая, отпустил ярость и ненависть в себе. Странная сила открыла, что является Джин Грей, Белой Феникс Короны.
Джин ранее помогла Рэйчел и Хавоку сбежать из Империи Ши’ар, открыв телепортационный портал на Землю, прежде чем Империя пала от рук Вулкана. Это Джин не дала Вулкану получить полный доступ к Силе Феникса в Кракоа. Джин показала юному Габриелу, что обладание абсолютной властью не дало бы ему того, что он поистине хотел. Вместо этого она показала ему, что быть любимым являлось его истинным желанием с самого начала, успокоив ребёнка-Вулкана в Белой Жаркой Комнате.

### Amalgam
Во Вселенной Amalgam Comics Джин Грей как Феникс была смешана с Огнём из DC Comics, в результате чего появилась Огненная птица, позже с Марсианским Охотником из DC Comics, что создало Зелёную Феникс, а ещё позже, как Чудо-Девушка, — со второй Чёрной Канарейкой (Black Canary), что создало Джин Блэк (Jean Black).

### Ultimate Marvel

Джин Грей в Ultimate X-Men.

Способности Джин появились в раннем возрасте, родители решили отправить её в лечебницу, но профессор Чарльз Ксавье, стал опекать Джин и научил её контролировать свои возможности. Несколько лет девушка провела в Школе Ксавье для одаренных подростков и не только освоила искусство управлять своими необыкновенными способностями, но и стала достойным преемником мастерства профессора. В школе Джин получила новое имя — Марвел (Чудо-Девушка). Джин была второй после Скотта Саммерса, или Циклопа, ученицей Ксавье. Вместе с Циклопом она помогала профессору Икс в поиске других мутантов, страдающих от враждебного отношения людей к не умеющим правильно использовать свои способности.
Позднее тело Джин использовал для своего явления на Землю Феникс — древнее божество, обладающее невероятной силой, и заточенное в ядре планеты. Джин несколько раз использовала его силы — чтобы остановить ядерную катастрофу, вызванную Магнето, во время боя с Волшебником, для уничтожения Апокалипсиса и для возвращения на Землю Циклопа, попавшего под действие наркотика Банши. После Ультиматума она лишь раз использовала силу Феникса — чтобы установить памятник павшим Людям Икс.
После событий Ультиматума и начавшейся охоты на мутантов Джин долгое время скрывалась под именем Карен Грант. После того, как её жизнь разрушали Мистик и Саблезубый, её нашёл сын погибшего Росомахи — Джимми Хадсон, вместе с ним она спасла Тёмного Ангела — Дерека Моргана, и решила возродить команду мутантов. В Калифорнии она взяла в свою команду Лиз Аллен а затем и Халка, после того как на Джимми напал Саблезубый, один из выживших членов Братство мутантов, возглавляемой Ртуть.
В то время как Нимроды, используемые правительством захватили Америку, Джин то стала новым правителем небесного города Тянь, раннее правившими Ксорном и Зорном. Вскоре, когда одна из бывших участниц Людей-Икс, Китти Прайд, спасла Америку от Нимродов и, возглавив группу выживших мутантов, создала поселение (Утопия) для них, то Джин, решив единолично управлять их расой, изображая беженца, прибывает в их поселение. Однако, среди группы мутантов Китти, Псайлок оказалась некой самозванкой, выдавая себя за неё, натравила армию Соединённых Штатов на поселение мутантов, но Джин удалось разоблачить и победить самозванку. После этого, она сама была разоблачена Китти. В результате, между Джин и Китти происходит вражда за поселение мутантов, в котором победила Китти, так как её народ уничтожил город Тянь, а его жители включая Джин перегруппировались в Утопию. Спустя некоторое время после событие Тянь, Джин в группу Людей-Икс принимает участие в сражение против Галактуса из вселенной 616, который проник в их мир, после победы над ним, она с уцелевшими героями присутствует на похоронах Капитана Америки и Тора.
Вскоре, когда молодые Люди-Икс из вселенной 616, были ненароком телепортированные на Землю 1610 девушкой-мутантом, то Джин со своими товарищами сталкиваются со своей альтернативной  версии в компании с новым Человеком-Пауком (Майлзом Моралесом), которые искали их. Джин со своими товарищами и Человеком-пауком помогает другой Джин в поисках её товарищей, однако один из них (Зверь) был схвачен Доктором Думом, и обе команды мутантов спасают Хэнка, атаковав замок злодея, который после жестокой схватки сбежал, но Люди-Икс взрывают его замок. После боя, мутанты находят девушку-мутанта, которая возвращает другую команду Людей-Икс на Землю 616.

## Вне комиксов

### Мультсериалы
- Джин Грей появляется вместе с оригинальными Людьми Икс (Профессор Икс, Циклоп, Ангел, Человек-лёд и Зверь) в мультсериале «Супергерои Marvel» в эпизоде, посвящённому Подводнику.
- Джин Грей появляется в качестве камео вместе с оригинальными Людьми Икс в сериях «Происхождение Ледяного человека» и «Обучение супергероя» мультсериала «Человек-паук и его удивительные друзья».
- Джин Грей-Саммерс является персонажем мультсериала 90-х «Люди Икс», где её озвучила Катрин Дишер. Как и в комиксах она здесь влюблена в Циклопа и выходит за него замуж, в то время как Росомаха ревнует к ним. В целом она была очень доброй и дружелюбной девушкой и всегда могла успокоить Росомаху или Циклопа. В ходе их отношений Циклоп беспокоился о Шельме, которая не могла прикоснуться к своему парню, пока у него все было наоборот. В третьем сезоне была показана «Сага о Фениксе», где Джин превратилась в Феникса и сражалась против Клуба Адского Пламени. Сага была разделена на пять эпизодов.
- Вместе с командой из мультсериала «Люди Икс» 1990-х Джин Грей появляется в нескольких сериях 2 сезона мультсериала «Человек-паук».
- Джин Грей является одним из главных персонажей мультсериала «Люди Икс: Эволюция», где её озвучила Венус Терза. Как и многие персонажи этого сериала, Джин является подростком и ходит в школу.
- В мультсериале «Росомаха и Люди Икс» Джин Грей, озвученная Дженнифер Хэйл, пропадает в начале сериала и теряет память, затем Люди Икс её находят, но внедрённая в команду Эмма Фрост передаёт её Клубу Адского огня, чтобы тем достался Феникс.
- В комедийном мультсериале «Отряд супергероев» Джин Грей, озвученная Хинден Волч, появляется вместе с некоторыми Людьми Икс в серии «Загадочный погром в Академии Мутантов».
- В японском аниме-сериале «Люди Икс» Джин Грей появляется в самом начале, во время сражения, где она действует как Тёмный Феникс, находясь под контролем Властителя Дум. Здесь её трагическая гибель показана по-иному: она сражается не с Росомахой, а со своим возлюбленным Циклопом. Джин телепатически связывается с Циклопом, и умоляет убить её, но Циклоп не хочет этого делать. Джин говорит что любит его, и совершает самоубийство, взрывая саму себя энергией Феникса. В момент её смерти, находясь в сознании Джин Циклоп видит за её спиной силуэт Эммы Фрост, к которой с тех пор испытывает ненависть, считая Эмму истинной виновницей зловещего перерождения Джин. 
 В дальнейшем Джин появляется только в камео, в воспоминаниях Циклопа. Разум Джин уцелел, что позволило ей поддерживать команду в финальных сериях сезона. Кроме того, она изображена в заставке и концовке каждой серии, среди прочих Людей Икс.
- Джин Грей появляется в серии «Икс-Фактор» мультсериала «Железный человек: Приключения в броне», где её вновь озвучила Венус Терза. Она поступает в школу, где учится Тони Старк и представляется именем Энни. Затем оказывается, что она мутант и скрывается от другого мутанта по имени Магнето. После победы над Магнето Джин открывает своё настоящее имя, затем встречает Профессора Икс, предложившего ей учиться в специальной школе для мутантов.

### Кино
В серии фильмов о Людях Икс от компании 20th Century Fox появляются две версии Джин Грей: первая — в исполнении Фамке Янссен, вторая — Софи Тёрнер.

## Критика и отзывы
- В 2006 году сайт IGN поставил Джин Грей на 6 место в списке «25 лучших Людей Икс за последние сорок лет», где указано, что Джин Грей стала символом смерти и возрождения мутантов, а также неотъемлемой частью наследия Людей-Икс. Несмотря на то, что Джин Грей умирала и возвращалась несколько раз. Её первая смерть остаётся памятным и значимым событием для вселенной комиксов X-Men.[1].
- В 2009 году Феникс занял 9 место в списке «100 величайших злодеев комиксов» по версии IGN.
- в 2011 году Джин Грей заняла 13 место в списке «100 лучших героев комиксов» по версии IGN, с описанием, что хоть она и может долго быть мёртвой или пропавшей, но с тем влиянием, которое Джин Грей оказывает на франшизу, немногие Люди Икс могут соперничать[2].